# ملعب المصارعة الدائري بولا ريجيا
 ملعب المصارعة الدائري بولا ريجيا  هو معلم أثري تونسي مصنف من قبل المعهد الوطني للتراث يقع في  ولاية جندوبة في الجنوب الغربي التونسي، تحديدا في مدينة  بولاريجيا تم تصنيف المعلم في يوم 1 مارس او 3 مارس  1905 او 1915 .